# 黒田洋介
黒田 洋介（くろだ ようすけ、1968年3月29日 - ）は、アニメ脚本家、小説家。有限会社スタジオオルフェ取締役。三重県四日市市出身。

## 来歴
高校卒業後、東海大学に入学。在学中は漫画研究会に所属。本人曰く「行かなくなってしまって」19歳で大学を除籍。雑誌編集者を経て、1993年スタジオオルフェ結成に参加。ゲームシナリオの仕事をしていた関係から本格的にアニメ脚本を手掛けるようになる。
アニメ『魔法少女プリティサミー』、『トライガン』、『おおきく振りかぶって』などのシリーズ構成、『無限のリヴァイアス』、『スクライド』、『陸上防衛隊まおちゃん』、『ココロ図書館』、『おねがい☆ティーチャー』、『おねがい☆ツインズ』、『あの夏で待ってる』、『天地無用!魎皇鬼』OVA 第2期、第3期などの脚本、『天地無用! GXP』のシリーズ監修、『瓶詰妖精』のオープニング、エンディングの作詞を手がけた。実写の『ホーリーランド』といった作品にも参加している。
また自身が脚本を手がけたアニメ『スクライド』のコミカライズ版（スクライド (漫画) を参照）の原作も手がけた。『機動戦士ガンダム00』など、関わったアニメの多くで全話の脚本を執筆している。
第8回アニメーション神戸個人賞受賞。

## 人物
半年2クールずつ、2シーズンに分けて制作放映された『機動戦士ガンダム00』の脚本を、黒田が一人で執筆した理由は、「大河ドラマ形式の作品ならばひとりで書いたほうがいいだろうと思ったから」とのことである。分割放送が決まった時は、絶対に視聴者にマイナスに受け取られると思い、監督の水島精二に泣きながら電話をするほど嘆いたという。
絵心もあり、サイン色紙にイラストを描いたことや、メディアワークス刊の『To Heart Visual Fun BooK』に、当該作品の登場人物である保科智子のイラストを寄稿したことがある。ただし本人は自らの絵柄を「古い」としており、仕事として披露することはない。

## 作品リスト

### シリーズ構成・メインライター
1994年
- 天地無用!魎皇鬼（第2期）（-1995年）

1996年
- ファイアーエムブレム 紋章の謎 (OVA)
- 魔法少女プリティサミー

1997年
- ヴァリアブル・ジオ(OVA)
- フォトン（-1999年）

1998年
- トライガン
- アンドロイドアナMAICO2010
- ジオブリーダーズ 魍魎遊撃隊 File-X ちびねこ奪還

1999年
- ときめきメモリアル(OVA)
- デュアル!ぱられルンルン物語
- 無限のリヴァイアス
- へっぽこ実験アニメーション エクセル・サーガ ※倉田英之との共同脚本
- 臣士魔法劇場 リスキー☆セフティ

2000年
- ジオブリーダーズ2 魍魎遊撃隊 File-XX 乱戦突破

2001年
- ぷにぷに☆ぽえみぃ
- スクライド
- ココロ図書館（原作脚本も）

2002年
- おねがい☆ティーチャー
- 陸上防衛隊まおちゃん

2003年
- おねがい☆ツインズ
- 瓶詰妖精
- 天地無用!魎皇鬼（第3期）（-2005年）
- Milkyway

2004年
- ゆめりあ
- MADLAX
- ガングレイヴ
- リングにかけろ1

2005年
- 極上生徒会
- ハチミツとクローバー
- ホーリーランド
- HELLSING(OVA)

2006年
- 聖闘士星矢 冥王ハーデス冥界編前章
- ハチミツとクローバーII
- リングにかけろ1-日米決戦編-
- スパイダーライダーズ 〜オラクルの勇者たち〜
- 機神咆吼デモンベイン

2007年
- 聖闘士星矢 冥王ハーデス冥界編後章
- おおきく振りかぶって
- スパイダーライダーズ 〜よみがえる太陽〜
- 機動戦士ガンダム00

2008年
- 機動戦士ガンダム00 セカンドシーズン
- 聖闘士星矢 冥王ハーデスエリシオン編

2009年
- Phantom 〜Requiem for the Phantom〜
- ハヤテのごとく!!・OVA「アツがナツいぜ 水着編!」
- ハヤテのごとく!!

2010年
- リングにかけろ1 影道編
- おおきく振りかぶって 〜夏の大会編〜
- 学園黙示録 HIGHSCHOOL OF THE DEAD
- 劇場版 機動戦士ガンダム00 -A wakening of the Trailblazer-
- 模型戦士ガンプラビルダーズ ビギニングG

2011年
- リングにかけろ1 世界大会編
- マケン姫っ!

2012年
- あの夏で待ってる
- ヨルムンガンド
- BTOOOM!
- ヨルムンガンド PERFECT ORDER

2013年
- ガンダムビルドファイターズ

2014年
- マケン姫っ!通
- そにアニ -SUPER SONICO THE ANIMATION-
- ガンダムビルドファイターズトライ

2015年
- VALKYRIE DRIVE -MERMAID-

2016年
- 装神少女まとい
- 僕のヒーローアカデミア

2017年
- 僕のヒーローアカデミア（第2期）
- ID-0
- バトルガール ハイスクール

2018年
- 僕のヒーローアカデミア（第3期）
- ソードアート・オンライン オルタナティブ ガンゲイル・オンライン

2019年
- 僕のヒーローアカデミア（-2020年、第4期）

2021年
- 2.43 清陰高校男子バレー部
- 僕のヒーローアカデミア（第5期）

2022年
- BIRDIE WING -Golf Girls' Story-
- 僕のヒーローアカデミア（第6期）
- BASTARD!! -暗黒の破壊神-

2023年
- マッシュル-MASHLE-

2024年
- 僕のヒーローアカデミア（第7期）
- ソードアート・オンライン オルタナティブ ガンゲイル・オンラインII

2025年
- ヴィジランテ-僕のヒーローアカデミア ILLEGALS-

2026年
- エレキシード

### 脚本
- 天地無用!（1995年）
- タトゥーン★マスター（1996年）
- ジャングルDEいこう!
- 武刃街（2003年）
- ウルトラマンマックス（第10話担当）
- とらぶる EVOCATION
- 機動戦士ガンダム00 アナザーストーリー MISSION-2306
- そふてにっ[17][18]（第10話担当）
- ワールドエンブリオ（ドラマCD）
- うーさーのその日暮らし 夢幻編（第2話担当）
- DRIFTERS（2016年）
- 機動戦士ガンダム 鉄血のオルフェンズ（2017年）
- ガンダムビルドダイバーズ（2018年）
- ゴブリンスレイヤー（2018年）
- 僕のヒーローアカデミア THE MOVIE 〜2人の英雄〜（2018年）
- 僕のヒーローアカデミア THE MOVIE ヒーローズ:ライジング（2019年）
- 僕のヒーローアカデミア THE MOVIE ワールド ヒーローズ ミッション（2021年）
- 僕のヒーローアカデミア THE MOVIE ユアネクスト（2024年）

### 漫画原作
- 武刃街-斬皇伝説- 作画：乾一郎 マガジンZKC 全2巻
- 未来改戦Dクロゥス 作画：おおのじゅんじ「週刊少年チャンピオン」連載 全3巻
- スパイダーライダーズ 作画：おおのじゅんじ「コミックファング」全1巻
- スクライド 作画：戸田泰成「週刊少年チャンピオン」連載 全5巻

### 小説
- 魔法少女プリティサミー - 全8冊
- 真・天地無用! 魎皇鬼 - 全3巻
- フォトン - 全3巻
- ハイパーあんな - 全2巻
- 無限のリヴァイアス - 全1巻[19]
- ぷにぷに☆ぽえみぃ ～小林伝説～ - 全1巻
- ココロ図書館（脚本、著：髙木信孝） - 全4巻

### ゲーム
- ごきんじょ冒険隊 (SFC)
- バステッド（PCE）
- ADVANCED.V.G.2（PS）
- ダライアスバースト（PSP）
- ダライアスバースト アナザークロニクル（AC）
- ダライアスバースト セカンドプロローグ（iPod touch、iPhone (iOS)、Android[20]）
- 武装神姫 BATTLE MASTERS（PSP）

### 作詞
- 瓶詰妖精
- 極上生徒会エンディング「偶然天使」
- ガンプラ☆ワールド

### コラム
- 俺とガンダム→俺とガンダムF98→俺とガンダムA逆さま（挿絵は髙木信孝→佐野浩敏が担当）B-CLUB VOL.134（1997年1月号）～VOL.148（1998年3月号）→電撃B-Magazine 1998年5月創刊号～1999年4月号→電撃Animation Magazine 1999年5月号～2000年8月号まで連載。全43回。
- へたくろ×うまさの（佐野浩敏との共同で、挿絵も佐野が担当）電撃Animation Magazine 2000年11月号～2001年5月号まで連載。全7回。
- ガンダム00 劇場月課（イラストは水無月徹が担当）電撃ホビーマガジン 2010年2月号～2011年3月号まで連載。全14回。
- ぼくらの模型情報（イラストは水無月徹が担当）電撃ホビーマガジン 2011年4月号～連載中。